# 城星学園小学校・ヴェリタス城星学園高等学校
城星学園小学校・ヴェリタス城星学園高等学校（じょうせいがくえんしょうがっこう・ヴェリタスこうとうがっこう）は、大阪府大阪市中央区玉造に所在する私立小学校・高等学校。
サレジアン・シスターズによるカトリックのミッションスクール。小学校は男女共学で、高等学校は女子校であったが、2025年4月から男女共学となった。2022年度に、中学・高校は「城星学園中学校・高等学校」から改称し、中学校は募集を停止、2024年3月、在校生の卒業をもって廃止された。
大阪星光学院中学校・高等学校とは設立母体を同じにし、2016年11月1日に連携協力を締結した。そのため、城星学園小学校から大阪星光学院中学校への特別選考による入学制度がある。
学校法人星美学園は姉妹校である。

## 概要
1953年（昭和28年）3月、カトリック玉造教会の委嘱を受けた扶助者聖母会教育修道女会により、城星学園幼稚園と城星学園小学校を創立。カトリック玉造教会の東隣となる学校敷地は細川忠興邸の跡地の一部でもあったため、認可前は『ガラシャ幼稚園』という名であった。
1959年（昭和34年）に城星学園中学校、1962年（昭和37年）に城星学園高等学校を設立。1963年（昭和38年）にはカトリック玉造教会に大阪カテドラル聖マリア大聖堂が落成している。
創立者聖ヨハネ・ボスコの教えに倣い、建学の精神「良心的な人間・良き社会人の育成」を基礎としている。また、中高は女子校で、1学年100名弱の少人数指導体制を実施している。
本学の教育方針は、聖ヨハネ・ボスコが示した独自の「予防教育法」にある。
2016年11月1日、設立母体を同じにする大阪星光学院中学校・高等学校と連携協力を締結し、大阪星光学院中への特別選考制度、施設・設備の相互利用、生徒・教職員の交流や学校活動の共催などが行われている。
校名の「ヴェリタス」(veritas) はラテン語で「真理」の意、"Veritas" はローマ神話の「真理の女神」であり、当校では、愛唱歌「ヴェリタス城星」を通じて親しまれている。

## 沿革
- 1953年 - 小学校開校
- 1959年 - 中学校開校
- 1962年 - 高等学校開校
- 2022年 - 城星学園中学校・高等学校が「ヴェリタス城星学園中学校・高等学校」に改称。中学校は募集停止[2]。
- 2024年3月 - ヴェリタス城星学園中学校廃校[3]

## 学科
- 高等学校（普通科）
  - Vivaceコース
  - Allegroコース
- 小学校

## 著名な出身者
- 龍真咲 - 元宝塚歌劇団月組トップスター
- 和田アキ子 - 歌手・タレント
- アーサー・ホーランド - 宣教師
- 谷本寛治 - 経営学者
- 中山翔太 - プロ野球選手
- 川村一代 - 女優・インタビュアー

## 交通・アクセス方法
- Osaka Metro・JR西日本：森ノ宮駅および玉造駅から徒歩：約10分